# Hotel Zámeček (Poděbrady)
Hotel Zámeček je neoklasicistní reprezentativní sídlo v Poděbradech, jehož podoba vychází z přestavby roku 1923 provedené na popud někdejšího majitele, velkostatkáře Josefa Hyrosse mladšího.

## Ocenění
Hotel Zámeček se stal v roce 2016 absolutním vítězem soutěže Czech Hotel Awards v kategorii čtyřhvězdičkových hotelů ve Středočeském kraji.